# 7742 Altamira
7742 Altamira è un asteroide della fascia principale. Scoperto nel 1985, presenta un'orbita caratterizzata da un semiasse maggiore pari a 2,7202083 UA e da un'eccentricità di 0,0797054, inclinata di 4,14215° rispetto all'eclittica.